# Seznam okresů v Česku
Okresy jsou územní jednotky, na které se člení Česká republika, i některé ostatní (zejména evropské) státy. Česká republika má celkem 76 okresů, hlavní město Praha nepatří do žádného z nich, není a nebyla okresem a její území se nedělí na okresy, ale na deset číslovaných obvodů. 
Okresy uvedené v tabulce vznikly v roce 1960, pouze okres Jeseník až v roce 1996. Jejich hranice se od té doby mnohokrát měnily, například v roce 2016, v rámci optimalizace vojenských újezdů, a naposledy 1. ledna 2021, aby korespondovaly s hranicemi správních obvodů.
Uvedené dvojpísmenné zkratky okresů jsou zavedeny a používány Českým statistickým úřadem.
| Název okresu              | Zkratka | Rozloha [km²] | Počet obyvatel (ČSÚ 2022) | Hustota zalidnění [obyv./km²] | Počet obcí | Samosprávný kraj (kraj od roku 2000) | Územní kraj (kraj v letech 1960-2000) |
| ------------------------- | ------- | ------------- | ------------------------- | ----------------------------- | ---------- | ------------------------------------ | ------------------------------------- |
| Okres Benešov             | BN      | 1 474,69      | 99 323                    | 67,4                          | 114        | Středočeský kraj                     | Středočeský kraj                      |
| Okres Beroun              | BE      | 703,71        | 96 624                    | 137,3                         | 85         | Středočeský kraj                     | Středočeský kraj                      |
| Okres Blansko             | BK      | 862,65        | 107 912                   | 125,1                         | 116        | Jihomoravský kraj                    | Jihomoravský kraj                     |
| Okres Brno-město          | BM      | 230,22        | 379 466                   | 1 648,6                       | 1          | Jihomoravský kraj                    | Jihomoravský kraj                     |
| Okres Brno-venkov         | BI      | 1 499,00      | 225 514                   | 150,4                         | 187        | Jihomoravský kraj                    | Jihomoravský kraj                     |
| Okres Bruntál             | BR      | 1 537,00      | 89 547                    | 58,3                          | 67         | Moravskoslezský kraj                 | Severomoravský kraj                   |
| Okres Břeclav             | BV      | 1 038,25      | 114 801                   | 110,6                         | 63         | Jihomoravský kraj                    | Jihomoravský kraj                     |
| Okres Česká Lípa          | CL      | 1 072,91      | 101 962                   | 95,0                          | 59         | Liberecký kraj                       | Severočeský kraj                      |
| Okres České Budějovice    | CB      | 1 638,30      | 195 533                   | 119,4                         | 109        | Jihočeský kraj                       | Jihočeský kraj                        |
| Okres Český Krumlov       | CK      | 1 614,00      | 60 096                    | 37,2                          | 46         | Jihočeský kraj                       | Jihočeský kraj                        |
| Okres Děčín               | DC      | 908,58        | 126 294                   | 139,0                         | 52         | Ústecký kraj                         | Severočeský kraj                      |
| Okres Domažlice           | DO      | 1 051,87      | 54 391                    | 51,7                          | 76         | Plzeňský kraj                        | Západočeský kraj                      |
| Okres Frýdek-Místek       | FM      | 1 208,49      | 212 347                   | 175,7                         | 72         | Moravskoslezský kraj                 | Severomoravský kraj                   |
| Okres Havlíčkův Brod      | HB      | 1 264,95      | 93 692                    | 74,1                          | 120        | Kraj Vysočina                        | Východočeský kraj                     |
| Okres Hodonín             | HO      | 1 099,13      | 151 096                   | 137,5                         | 82         | Jihomoravský kraj                    | Jihomoravský kraj                     |
| Okres Hradec Králové      | HK      | 891,62        | 162 400                   | 182,1                         | 104        | Královéhradecký kraj                 | Východočeský kraj                     |
| Okres Cheb                | CH      | 1 045,94      | 87 958                    | 84,1                          | 40         | Karlovarský kraj                     | Západočeský kraj                      |
| Okres Chomutov            | CV      | 936,00        | 121 480                   | 129,8                         | 44         | Ústecký kraj                         | Severočeský kraj                      |
| Okres Chrudim             | CR      | 992,62        | 103 746                   | 104,5                         | 108        | Pardubický kraj                      | Východočeský kraj                     |
| Okres Jablonec nad Nisou  | JN      | 438,89        | 90 171                    | 205,5                         | 35         | Liberecký kraj                       | Severočeský kraj                      |
| Okres Jeseník             | JE      | 718,96        | 36 752                    | 51,1                          | 24         | Olomoucký kraj                       | Severomoravský kraj                   |
| Okres Jičín               | JC      | 886,63        | 78 713                    | 88,8                          | 111        | Královéhradecký kraj                 | Východočeský kraj                     |
| Okres Jihlava             | JI      | 1 199,32      | 112 415                   | 93,7                          | 123        | Kraj Vysočina                        | Jihomoravský kraj                     |
| Okres Jindřichův Hradec   | JH      | 1 943,69      | 89 283                    | 45,9                          | 106        | Jihočeský kraj                       | Jihočeský kraj                        |
| Okres Karlovy Vary        | KV      | 1 511,00      | 110 052                   | 72,8                          | 55         | Karlovarský kraj                     | Západočeský kraj                      |
| Okres Karviná             | KI      | 356,24        | 240 319                   | 674,6                         | 17         | Moravskoslezský kraj                 | Severomoravský kraj                   |
| Okres Kladno              | KD      | 719,61        | 164 493                   | 228,6                         | 100        | Středočeský kraj                     | Středočeský kraj                      |
| Okres Klatovy             | KT      | 1 945,69      | 84 614                    | 43,5                          | 94         | Plzeňský kraj                        | Západočeský kraj                      |
| Okres Kolín               | KO      | 747,55        | 103 894                   | 139,0                         | 90         | Středočeský kraj                     | Středočeský kraj                      |
| Okres Kroměříž            | KM      | 795,67        | 103 445                   | 130,0                         | 79         | Zlínský kraj                         | Jihomoravský kraj                     |
| Okres Kutná Hora          | KH      | 916,93        | 75 683                    | 82,5                          | 88         | Středočeský kraj                     | Středočeský kraj                      |
| Okres Liberec             | LI      | 988,87        | 173 890                   | 175,8                         | 59         | Liberecký kraj                       | Severočeský kraj                      |
| Okres Litoměřice          | LT      | 1 032,16      | 117 582                   | 113,9                         | 105        | Ústecký kraj                         | Severočeský kraj                      |
| Okres Louny               | LN      | 1 121,00      | 85 381                    | 76,2                          | 70         | Ústecký kraj                         | Severočeský kraj                      |
| Okres Mělník              | ME      | 701,08        | 109 354                   | 156,0                         | 69         | Středočeský kraj                     | Středočeský kraj                      |
| Okres Mladá Boleslav      | MB      | 1 022,83      | 127 592                   | 124,7                         | 120        | Středočeský kraj                     | Středočeský kraj                      |
| Okres Most                | MO      | 467,16        | 106 773                   | 228,6                         | 26         | Ústecký kraj                         | Severočeský kraj                      |
| Okres Náchod              | NA      | 851,57        | 107 973                   | 126,8                         | 78         | Královéhradecký kraj                 | Východočeský kraj                     |
| Okres Nový Jičín          | NJ      | 881,59        | 149 919                   | 170,1                         | 54         | Moravskoslezský kraj                 | Severomoravský kraj                   |
| Okres Nymburk             | NB      | 846,40        | 101 120                   | 119,5                         | 86         | Středočeský kraj                     | Středočeský kraj                      |
| Okres Olomouc             | OC      | 1 608,00      | 233 588                   | 145,3                         | 97         | Olomoucký kraj                       | Severomoravský kraj                   |
| Okres Opava               | OP      | 1 116,00      | 173 753                   | 155,7                         | 77         | Moravskoslezský kraj                 | Severomoravský kraj                   |
| Okres Ostrava-město       | OV      | 331,53        | 312 104                   | 941,4                         | 13         | Moravskoslezský kraj                 | Severomoravský kraj                   |
| Okres Pardubice           | PU      | 880,09        | 172 224                   | 195,7                         | 112        | Pardubický kraj                      | Východočeský kraj                     |
| Okres Pelhřimov           | PE      | 1 290,00      | 71 571                    | 55,5                          | 120        | Kraj Vysočina                        | Jihočeský kraj                        |
| Okres Písek               | PI      | 1 127,00      | 70 769                    | 62,8                          | 75         | Jihočeský kraj                       | Jihočeský kraj                        |
| Okres Plzeň-jih           | PJ      | 1 068,24      | 68 918                    | 64,5                          | 99         | Plzeňský kraj                        | Západočeský kraj                      |
| Okres Plzeň-město         | PM      | 261,46        | 188 407                   | 720,6                         | 15         | Plzeňský kraj                        | Západočeský kraj                      |
| Okres Plzeň-sever         | PS      | 1 286,79      | 80 666                    | 62,7                          | 98         | Plzeňský kraj                        | Západočeský kraj                      |
| Okres Praha-východ        | PY      | 754,91        | 188 384                   | 249,5                         | 110        | Středočeský kraj                     | Středočeský kraj                      |
| Okres Praha-západ         | PZ      | 580,63        | 151 093                   | 260,2                         | 79         | Středočeský kraj                     | Středočeský kraj                      |
| Okres Prachatice          | PT      | 1 377,00      | 50 230                    | 36,5                          | 65         | Jihočeský kraj                       | Jihočeský kraj                        |
| Okres Prostějov           | PV      | 777,32        | 107 580                   | 138,4                         | 97         | Olomoucký kraj                       | Jihomoravský kraj                     |
| Okres Přerov              | PR      | 854,00        | 126 613                   | 148,3                         | 105        | Olomoucký kraj                       | Severomoravský kraj                   |
| Okres Příbram             | PB      | 1 562,87      | 114 366                   | 73,2                          | 120        | Středočeský kraj                     | Středočeský kraj                      |
| Okres Rakovník            | RA      | 896,30        | 54 898                    | 61,2                          | 83         | Středočeský kraj                     | Středočeský kraj                      |
| Okres Rokycany            | RO      | 657,00        | 48 770                    | 74,2                          | 68         | Plzeňský kraj                        | Západočeský kraj                      |
| Okres Rychnov nad Kněžnou | RK      | 981,78        | 78 424                    | 79,9                          | 80         | Královéhradecký kraj                 | Východočeský kraj                     |
| Okres Semily              | SM      | 662,33        | 71 547                    | 108,0                         | 64         | Liberecký kraj                       | Východočeský kraj                     |
| Okres Sokolov             | SO      | 753,60        | 85 200                    | 113,1                         | 38         | Karlovarský kraj                     | Západočeský kraj                      |
| Okres Strakonice          | ST      | 1 032,10      | 69 773                    | 67,6                          | 112        | Jihočeský kraj                       | Jihočeský kraj                        |
| Okres Svitavy             | SY      | 1 378,56      | 102 866                   | 74,6                          | 116        | Pardubický kraj                      | Východočeský kraj                     |
| Okres Šumperk             | SU      | 1 313,06      | 118 397                   | 90,2                          | 78         | Olomoucký kraj                       | Severomoravský kraj                   |
| Okres Tábor               | TA      | 1 326,00      | 101 363                   | 76,4                          | 110        | Jihočeský kraj                       | Jihočeský kraj                        |
| Okres Tachov              | TC      | 1 378,68      | 52 941                    | 38,4                          | 51         | Plzeňský kraj                        | Západočeský kraj                      |
| Okres Teplice             | TP      | 469,27        | 124 472                   | 265,2                         | 34         | Ústecký kraj                         | Severočeský kraj                      |
| Okres Trutnov             | TU      | 1 146,78      | 115 073                   | 100,3                         | 75         | Královéhradecký kraj                 | Východočeský kraj                     |
| Okres Třebíč              | TR      | 1 463,00      | 109 183                   | 74,6                          | 167        | Kraj Vysočina                        | Jihomoravský kraj                     |
| Okres Uherské Hradiště    | UH      | 991,37        | 139 829                   | 141,0                         | 78         | Zlínský kraj                         | Jihomoravský kraj                     |
| Okres Ústí nad Labem      | UL      | 404,44        | 116 916                   | 288,9                         | 23         | Ústecký kraj                         | Severočeský kraj                      |
| Okres Ústí nad Orlicí     | UO      | 1 267,00      | 135 682                   | 107,1                         | 115        | Pardubický kraj                      | Východočeský kraj                     |
| Okres Vsetín              | VS      | 1 131,07      | 140 171                   | 123,9                         | 59         | Zlínský kraj                         | Severomoravský kraj                   |
| Okres Vyškov              | VY      | 869,00        | 92 317                    | 106,2                         | 79         | Jihomoravský kraj                    | Jihomoravský kraj                     |
| Okres Zlín                | ZL      | 1 045,26      | 188 987                   | 180,8                         | 91         | Zlínský kraj                         | Jihomoravský kraj                     |
| Okres Znojmo              | ZN      | 1 590,50      | 113 462                   | 71,3                          | 144        | Jihomoravský kraj                    | Jihomoravský kraj                     |
| Okres Žďár nad Sázavou    | ZR      | 1 578,51      | 117 164                   | 74,2                          | 174        | Kraj Vysočina                        | Jihomoravský kraj                     |